# Heterolocha patalata
Heterolocha patalata là một loài bướm đêm trong họ Geometridae.